# Donjon d'Ambleny
Le donjon d'Ambleny est le dernier vestige d'un ancien château fort, bâtie vers 1140, qui se dresse sur la commune française d'Ambleny dans le département de l'Aisne en région Hauts-de-France.
Avec Houdan et Étampes, c'est l'une des rares structures aux formes très arrondies du XIIe siècle.
Le donjon est classé au titre des monuments historiques par décret du 24 février 1929.

## Localisation
Le donjon est situé au cœur du bourg d'Ambleny, dans le département français de l'Aisne.

## Historique
La petite localité d'Ambleny est, au Moyen Âge, possession du chapitre cathédral de Soissons. Dreu, seigneur de Pierrefonds, avoué de l'abbaye, y fait construire une petite fortification vers 1140, dotée d'une tour maîtresse originale. En 1194, elle quitte le patrimoine de Pierrefonds pour intégrer le domaine royal — le roi de France est alors Philippe Auguste — avant d'être revendue en 1296 au chapitre. De cette petite forteresse, construite vers 1155 et qui fut détruite à la Révolution, il ne reste plus aujourd'hui que le donjon.

## Description
La tour maîtresse « octogonal », de la fin du XIIe siècle, dressée vers 1190 selon André Châtelain et pour Salch du début du XIIIe siècle, haute de 28 mètres, dont les angles coupés du carré sont munis de tours semi-circulaires est construite en bel appareil. Elle possédait trois niveaux planchéiés et était couronnée par une plate-forme également planchéié, muni d'un parapet à mâchicoulis en arcs bandés entre les tourelles et un pilier médian sur chaque face. On accédait à la tour au second niveau par une porte barré par un pont-levis donnant dans un couloir coudé menant à l'une des tourelles. Selon Jean Mesqui, la tour offre une certaine similitude avec le donjon de Mez-le-Maréchal à Dordives.